# 1 1/2 Ritter - Auf der Suche nach der hinreißenden Herzelinde
1 1/2 Ritter -Auf der Suche nach der hinreißenden Herzelinde è un film commedia del 2008.
Nel cast figurano molti personaggi di spicco dello scenario cinematografico e televisivo tedesco come Til Schweiger, Rick Kavanian, Tobias Moretti, Mark Keller, Julia Dietze e Udo Kier.